# Smižany
Smižany es un municipio del distrito de Spišská Nová Ves en la región de Košice, Eslovaquia, con una población estimada a final del año 2024 de 8825 habitantes.
Se encuentra ubicado al noroeste de la región, en la sierra del Alto Tatra y la cuenca hidrográfica del río Hernád, y cerca de la frontera con la región de Prešov.

## Demografía
| Año        | 1994 | 2004     | 2014    | 2024    |
| ---------- | ---- | -------- | ------- | ------- |
| Población  | 6592 | 8269     | 8623    | 8825    |
| Diferencia |      | +25,43 % | +4,28 % | +2,34 % |

| Año        | 2023 | 2024    |
| ---------- | ---- | ------- |
| Población  | 8828 | 8825    |
| Diferencia |      | −0,03 % |